# Kim Un-guk
Kim Un-guk (Pyongyang, 28 ottobre 1988) è un sollevatore nordcoreano, vincitore della medaglia d'oro a Londra 2012, dove ha eguagliato il record mondiale a 327 kg, e campione mondiale nel 2010 e nel 2014.

## Palmarès
- Giochi Olimpici

Londra 2012: oro nei 62 kg.
- Campionati mondiali

Antalya 2010: oro nei 62 kg.
Almaty 2014: oro nei 62 kg.
Parigi 2011: argento nei 62 kg.
Breslavia 2013: argento nei 62 kg.
- Giochi asiatici

Incheon 2014: oro nei 62 kg.
Guangzhou 2010: argento nei 62 kg.
- Campionati asiatici

Astana 2013: oro nei 62 kg.
Tongling 2011: argento nei 62 kg.